# (9214) 1995 UC6
1995 يو سي 6 (ويعرف أيضًا باسم (9214) 1995 يو سي 6 وفق تسمية الكوكب الصغير) (بالإنجليزية: 1995 UC6)‏ هو كويكب ضمن حزام الكويكبات؛ وترتيبه 9214 من حيث الاكتشاف.
اكتُشف هذا الجُرم الفلكي بواسطة هيروشي كانيدا في 21 أكتوبر 1995.

## وصلات خارجية
- (9214) 1995 UC6 في قاعدة بيانات مختبر الدفع النفاث لأجرام النظام الشمسي الصغيرة

- الاكتشاف · مخطط المدار ·  العناصر المدارية · المعلمات المادية

- (9214) 1995 UC6 على موقع ويكي سكاي: DSS2, SDSS, GALEX, IRAS, Hydrogen α, X-Ray, Astrophoto, Sky Map, Articles and images